# Maian Kärmas
Maian-Anna Kärmas, född 25 februari 1978, är en estnisk sångerska, låtskrivare och programledare.
Tillsammans med Priit Pajusaar och Glen Pilvre skrev Kärmas låten Diamond of night, som blev Estlands bidrag i Eurovision Song Contest 1999 och framfördes av Evelin Samuel. Kärmas deltog själv i tävlingen som körsångerska bakom Samuel. Hon skrev även texten till vinnarlåten Everybody, framförd av Tanel Padar och Dave Benton i Eurovision Song Contest 2001. År 2000 deltog Kärmas som soloartist i Eurolaul och framförde bidragen Mõistus ja tunded (4:e plats) och One sweet moment (5:e plats). I Eurolaul 2001 kom hon på 6:e plats med bidraget The right way.
Hon släppte sitt debutalbum, Tuigutuled, 2003.
Kärmas är programledare och musikredaktör på Raadio Tallinn och Vikerraadio.

## Diskografi
- Tuigutuled (2003)
- Õnneleid (2010)